# Richard Avedon
Richard Avedon (Nova York, 15 de maig de 1923 - San Antonio, Texas, 1 d'octubre de 2004) fou un fotògraf estatunidenc. Avedon fou un reconegut fotògraf de moda i gran retratista dels anys cinquanta. Avedon sembla obsessionar-se amb el desafiament en la cerca de la "màscara", i de l'altra cara que tots portem a dins. Avedon ens impacta amb la seva visió de "l'anti-retrat". Al principi de la seva carrera va freqüentar actors i funcions teatrals, deixant-se temptar per la màgia dels escenaris. En un dels seus primers retrats de Buster Keaton, havia descobert ja el misteri de la màscara.
Feia uns retrats molt senzills, però profundament psicològics, de persones famoses i desconegudes en contraposició d'un fons blanc. En el retrat de Marilyn Monroe, per exemple, va saber trobar el punt on la màscara desapareix i deixa veure l'altre rostre. El límit entre allò privat i allò públic, entre l'exterior i el nostre interior. La seva tècnica era senzilla, encara que consistia en la derrota anímica del fotografiat mitjançant llargues i cansades sessions de fins a quatre hores. Així el retratat, indefens, era capaç de mostrar la seva personalitat més sincera.
Va ser un testimoni de la segona meitat del segle xx, compenetrat amb el món cultural i intel·lectual de l'època i de la trama de personalitats que configuraven la societat nord-americana. Va fotografiar el món de la seva època i a la seva gent, com per exemple l'astronauta Gus Grissom, els artistes plàstics Marcel Duchamp, Andy Warhol, també va fotografiar actors, polítics com Ronald Reagan, John Fitzgerald Kennedy, homes de negocis, obrers, sindicalistes i desocupats. Per tant, ha creat una àmplia galeria de personalitats del segle xx.
Tècnicament va sorprendre per les dimensions dels seus treballs, impresos a escala monumental, ressaltant la figura sobre el fons blanc, donant-l'hi una corporeïtat quasi escultòrica i volumètrica. La seva obra ens parla directament del pas del temps i la seva influència en l'ésser humà i el camí cap a la mort. Els retrats descontextualitzats que apareixen davant la càmera sense maquillatge, fatigats o tristos, tal com es trobaven en aquell moment, són els que clarament denoten aquesta inquietud.

## Biografia
Richard Avedon va néixer el 1923 a la ciutat de Nova York, als cinc anys els seus pares el van inscriure a la Witt Clinton High School i després va completar els seus estudis a la Universitat de Colúmbia, de la que va sortir, per enrolar-se a la Marina Mercant Americana del 1942 fins al 1944.
Quan va sortir de la Marina es va fer a les classes d'Alexey Brodovitch, al Laboratori de disseny de la New School for Social Research de Nova York. Va ser precisament Brodovitch, editor de la revista Harper's Bazaar, qui va contractar Avedon com a fotògraf. Durant anys 1947-1984 es va encarregar de retratar les col·leccions franceses a París i fer dotzenes de reportatges de moda. A més de la revista Harper's Bazaar també va treballar per altres publicacions de l'època, com Vogue o The New Yorker i es va convertir en el fotògraf dels caràcters del segle nord-americà.
La vida d'aquest fotògraf no se cenyia exclusivament al món del glamour. El 1958 va ser guardonat pel prestigiós magazine Popular Photography amb el Premi One of the World's Ten Greatest Photographers (Un dels deu millors fotògrafs del món). L'any següent l'editorial Simon&Schuster va publicar el llibre Observations, amb fotografies d'Avedon i textos de Truman Capote. Richard Avedon fa ser un artista que denuncià amb les seves fotografies un sistema cruel i injust per als més dèbils, però també va saber captar el luxe i la sofisticació dels dissenys d'Alta Costura.
El seu ritme frenètic de vida el va portar a realitzar exposicions contínues de les seves instantànies per tot el món, i a publicar llibres, entre els quals s'inclou la seva autobiografia, publicada el 1993 per Random House.
Les seves retrospectives s'han exposat en museus com el Whitney Museum de Nova York, la National Portrait Gallery de Londres o el Palazzo Real de Milà. A més a més, el treball d'Avedon s'ha pogut contemplar de forma permanent en col·leccions selectives de prestigiosos museus com el Metropolitan Museum de Nova York o el Victoria and Albert Museum de Londres.
El fotògraf nord-americà va morir a l'hospital San Antonio (Texas) l'1 d'octubre de 2004, després de sofrir una hemorràgia cerebral mentre realitzava un reportatge per a la revista The New Yorker.

## In the American West
L'any 1979 va començar el que hauria de convertir-se en un dels seus treballs més importants. Per encàrrec del Museu Amon Carter, de Fort Worth, Texas, Avedon va dedicar cinc anys a recórrer l'oest dels Estats Units per documentar les persones que mai no escriurien la història del seu país. En aquesta obra, titulada In the American West, ens presenta a grangers, miners, rodamóns, prostitutes, mestresses de casa, presos, texans de volta o empleats de petites oficines, etc. en fotografies de gran format fetes amb llum de dia, a l'aire lliure i com sempre, davant d'un fons blanc. No hi ha res del somni americà o de la terra promesa. Són retrats d'individus que han estat observats i artísticament elevats per la cambra d'Avedon mitjançant una composició sòbria, aconseguint així una força expressiva considerable.
En acabar el projecte, Avedon havia recorregut un total de 189 poblacions a 17 estats; havia fotografiat 752 persones utilitzant al voltant de 17.000 plaques de pel·lícula. D'aquesta col·lecció, va escollir 123 retrats que conformarien la sèrie In the american west 1979-1984.